# نشل المتاجر

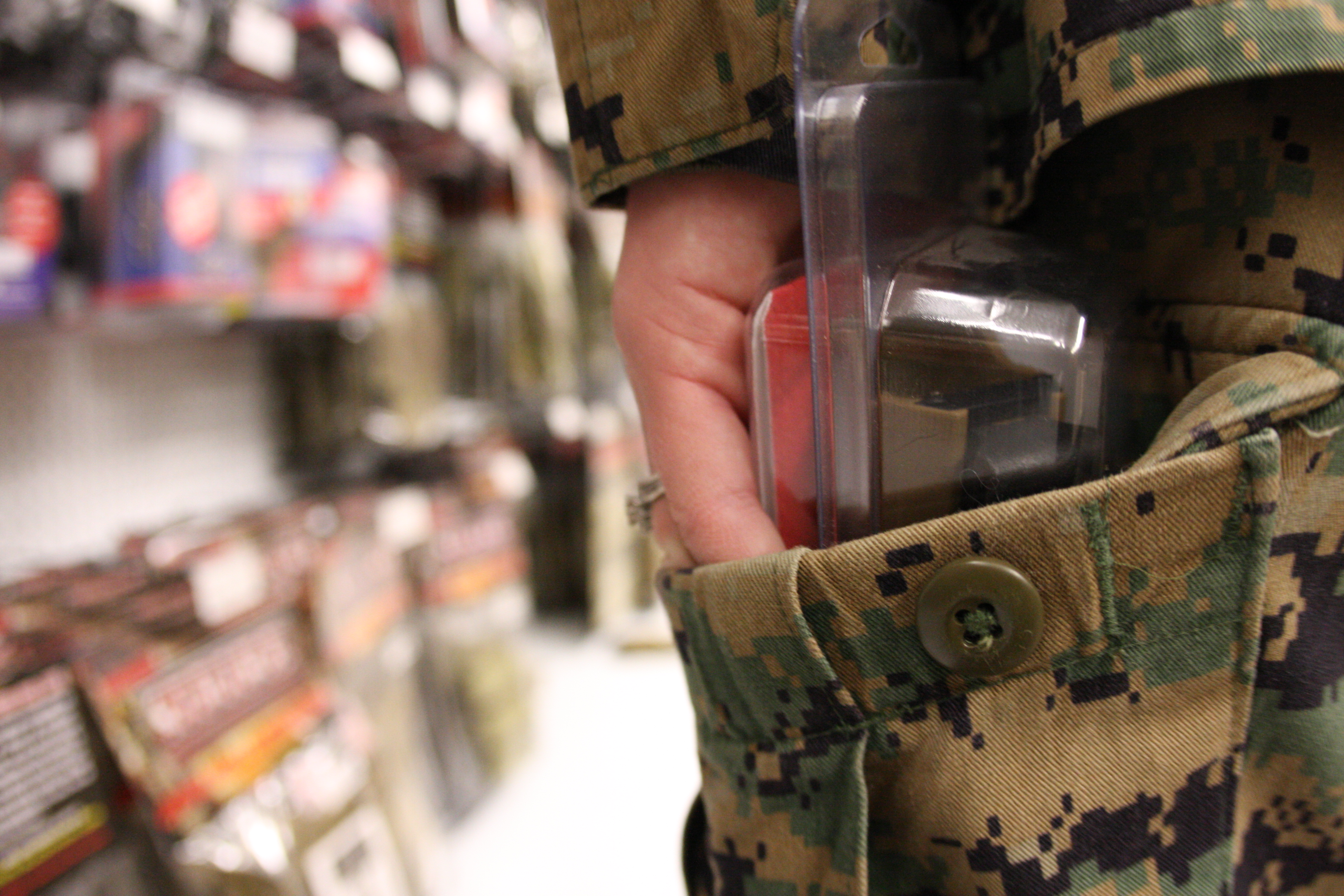
أحدى ملصقات مشاة البحرية الأمريكية تحذر من النشل.

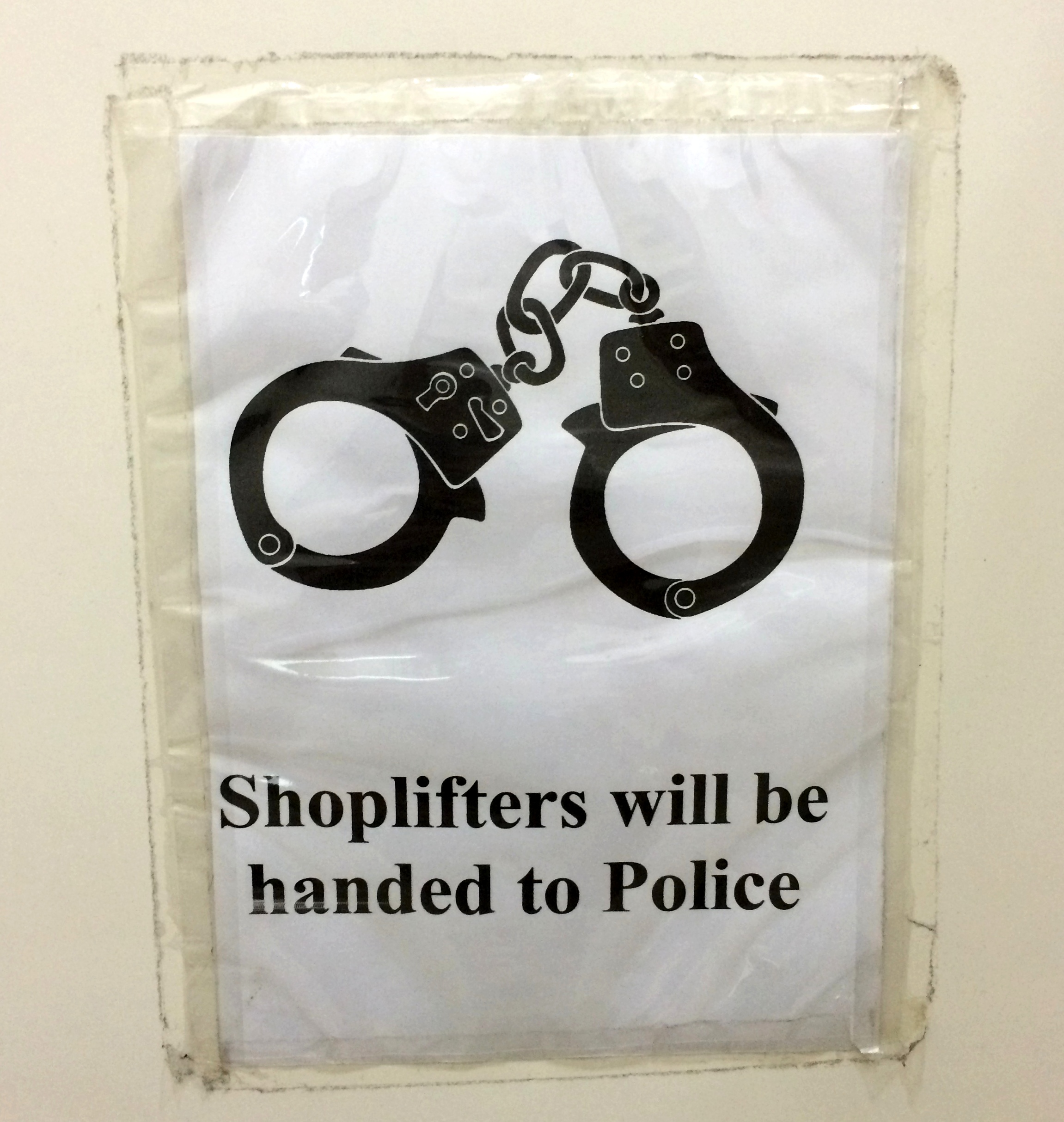
تنبيه محذر للنشالين من النيابة العامة في مركز تسوق في ماليزيا.

نشل المتاجر هو مصلطح يستخدم لوصف سرقة البضائع من محلات التجزئة دون ملاحظة أحد. عملية السرقة هذه عادة ما تتطلب من الشخص إخفاء ما تم سرقته في جيوبه أو تحت ملابسه (أو في حقيبة يدوية أو عربة طفل، إلخ) ومن ثم ترك المحل دون دفع ثمن ذلك. أما في محلات الملابس فقد يرتدي السارق مايريد سرقته ثم يغادر المتجر دون نزعها.  مصطلح «نشل المتاجر» و«نشال المتاجر» لاتذكر عادة بشكل صريح في القوانين والأنظمة لبلد ما، وتدرج عملية السرقة تحت التصنيف القانوني للسرقة بشكل عام. تختلف عملية نشل المتاجر عن السطو (السرقة عن طريق اقتحام المتاجر وهي مغلقة) أو النهب (السرقة عن طريق التهديد أو سرقة مع سلوك عنيف) أو النهب المسلح (سرقة باستخدام سلاح). وتستخدم كلمتي انكماش أو تقلص في قطاع تجارة التجزئة  للإشارة إلى البضائع المفقودة من النشل وتشمل الكلمة أيضاً المفقودات بأي طريقة أخرى مثل الضرر للمنتجات غير المؤمن عليها والسرقة من قبل موظفي المتجر أنفسهم.